# Tilly-Capelle
Tilly-Capelle é uma comuna francesa na região administrativa de Altos da França, no departamento de Pas-de-Calais. Estende-se por uma área de 6,31 km². Em 2010 a comuna tinha 158 habitantes (densidade: 25 hab./km²).